# 한방언
한방언(韓邦彦)은 고려 말기의 무신이다.

## 생애
공민왕 12년(1363년) 전임 군기감으로써 홍건적으로부터 개경을 수복한 공으로 위위윤 염흥방(廉興邦), 상호군 김유(金庾), 내부령 이원계(李元桂), 소부윤 김장주(金長柱), 호군 조인벽(趙仁璧), 전 호군 김사혁(金斯革) 등과 함께 2등공신의 반열에 올랐다.
고려 조정은 공민왕 20년(1371년) 8월에 동지밀직사사 정사도(鄭思道)에 이어 9월에 밀직부사 한방언을 명(明)에 사신으로 보내어 신년 하례를 명하였지만, 정사도는 교동도에서 배가 고장나는 바람에 갈 수 없었고, 한방언은 그가 탔던 배가 갑자기 폭풍에 침몰하는 바람에 명으로 가지 못했다. 이에 고려 조정은 11월 26일 명의 중서성에 자문을 보내어 명의 요동도사(遼東都司)에게 한방언을 보내 그가 요동을 경유해 육로로 경사(남경)로 가서 하례할 수 있도록 육로를 열어줄 것을 요청하였다. 한방언은 이듬해인 공민왕 21년(1372년) 2월 19일 명의 경사에 와서 고려의 표문과 방물을 바쳤다.
공민왕 23년(1374년) 4월 무신(13일) 명에서는 예부주사 임밀과 자목대사 채빈을 고려로 보내, 명의 중서성의 자문으로 북원 원정에 필요한 2천 필의 말을 고려의 탐라(제주도)에서 거두어 바칠 것을 요구하였다. 고려 조정은 이에 문하평리 한방언을 제주로 보내어 2천 필의 말을 거두어 오게 하였지만, 7월 12일 제주에 도착한 한방언에게 제주의 목장을 관리해 온 원의 목호(하치) 석질리필사 · 초고독불화 · 관음보 등은 "우리는 세조 황제(쿠빌라이 칸)께서 방목하신 말을 대명에 바칠 수 없다"며 3백 필밖에 내어주지 않았고 임밀은 제주에서 바친 말이 얼마 되지 않음을 들어 한방언의 처형을 요구하였다. 이에 고려 조정은 8월 19일 한방언을 장을 쳐서 유배를 보냈고 최영 등을 제주로 보내 목호들을 진압하였다(목호의 난).
고려 우왕 원년(1375년) 3월 왜구가 경양현(慶陽縣)에 쳐들어 왔을 때 한방언은 양광도도순문사(楊廣道都巡問使)로써 왜구에 패하였고 이로 인해 10월 사헌부의 탄핵을 받아 양광도안무사(楊廣道安撫使) 정비(鄭庇)와 함께 수졸(戍卒)로 편배되었다. 우왕 2년(1376년) 9월 다시 복직하여 안주부원수(安州副元帥)가 되었고, 이듬해인 우왕 3년(1377년) 6월 판밀직(判密直)으로 안주원수(安州元帥)가 되었다.
우왕 4년(1378년) 9월에 문하평리(門下評理)로 양광도조전원수(楊廣道助戰元帥)가 되었으며, 왜구가 영광(靈光) · 광주(光州) · 동복(同福) 등지를 침략하였을 때, 도순문사(都巡問使) 지용기(池湧奇)와 전라도조전원수 판밀직 이림(李琳) 등과 함께 옥과현(玉果縣)까지 추격하여 왜적을 미라사(彌羅寺)로 몰아넣고 화공을 가하여 섬멸하였다. 또한 10월에도 옥주(沃州) · 진동(珍同) · 회덕(懷德) · 청산(靑山) · 임주(林州)로 쳐들어온 왜구를 양광도원수(楊廣道元帥)로써 쳐서 2급을 베고 말 열 필을 노획하였다. 우왕 5년(1379년) 4월 한방언은 다시 양광도조전원수로 임명되었고 양백연(楊伯淵), 홍인계(洪仁桂)와 함께 왜구를 막으러 나서서 5월에 진주(晉州)를 공격한 왜구를 반성현(班城縣)에서 격퇴시켰다. 우왕 6년(1380년) 안주도원수(安州道元帥)로 임명되었다.
명과의 관계가 악화되어가던 와중인 우왕 8년(1382년) 2월에 다시 문하평리로써 서북면도체찰사(西北面都體察使) 겸 안주도상원수(安州道上元帥)로, 전 지문하사상의(知門下事商議) 도안무사(都安撫使) 겸 안주도부원수 김용휘(金用輝)와 함께 정요위(定遼衛) 병사를 막는 임무를 맡았으며, 우왕 9년(1383년) 8월 판개성부사(判開城府事)로써 상원수가 되어 북방을 방비하는 임무를 맡았다. 한편으로 왜구 진압에도 나서서 우왕 8년(1382년) 4월에는 죽령(竹嶺)을 넘어 단양군(丹陽郡)을 노략질하던 왜구를 변안열(邊安烈)과 함께 쳐서 무너뜨리고 80여 명의 목을 베었으며 말 200여 필을 노획하는 공을 세운 데 이어 5월에 다시 안동에서 왜구 30명의 목을 베고 말 60필을 노획하는 전과를 거두었으며, 우왕 9년(1383년) 11월에는 청풍군(淸風郡)을 노략질한 왜구를 도순찰사(都巡察使)로써 금곡촌(金谷村)에서 싸워 이기고, 8명의 목을 베었다.